# Scotland Yard
Scotland Yard (tên chính thức: New Scotland Yard, mặc dù không có Old Scotland Yard) là một cách nói hoán dụ để chỉ trụ sở Sở Cảnh sát Thủ đô, có trách nhiệm giữ trật tự cho phần lớn Luân Đôn.
Cái tên này bắt nguồn từ vị trí của trụ sở Cảnh sát Thủ đô trước đây tại số 4 Whitehall Place, có cổng sau quay ra phố Great Scotland Yard. Cổng Scotland Yard đã trở thành cổng công cộng để vào sở cảnh sát; qua thời gian tên phố được gọi thay cho sở Cảnh sát Thủ đô. The New York Times đã viết vào năm 1964 rằng cũng như phố Wall được dùng tên của nó đặt cho quận tài chính của New York, Scotland Yard cũng trở thành tên gọi cho cảnh sát Luân Đôn.
Năm 1890 sở cảnh sát này được di dời khỏi Scotland Yard và cái tên New Scotland Yard được sử dụng để gọi trụ sở mới. New Scotland Yard hiện nay đặt tại phố Broadway (51°29′55″B 0°07′59″T / 51,49861°B 0,13305°T) ở Victoria và đây cũng là đại bản doanh của Cảnh sát Thủ đô từ năm 1967. Năm 2013 có thông báo rằng sở cảnh sát này sẽ chuyển đến một tòa nhà nhỏ hơn tại Victoria Embankment năm 2015 và sẽ được đổi tên thành Scotland Yard.